# Drosophila formosana
Drosophila formosana este o specie de muște din genul Drosophila, familia Drosophilidae, descrisă de Oswald Duda în anul 1926. Conform Catalogue of Life specia Drosophila formosana nu are subspecii cunoscute.